# Trioceros conirostratus
Espèce
Synonymes
- Chamaeleo conirostratus Tilbury, 1998

Statut de conservation UICN

 LC  : Préoccupation mineure
Statut CITES
Trioceros conirostratus est une espèce de sauriens de la famille des Chamaeleonidae.

## Répartition
Cette espèce est endémique des monts Imatong au Soudan du Sud.

## Publication originale
- Tilbury, 1998 : Two new chameleons (Sauria:Chamaeleonidae) from isolated Afromontane forests in Sudan and Ethiopia. Bonner Zoologische Beiträge, vol. 47, no 3/4, p. 293-299 (texte intégral).